# Женска одбојкашка репрезентација Кине
Женска одбојкашка репрезентација Кине представља Кину на међународним одбојкашким такмичењима и под контролом је Одбојкашког савеза Кине.

## Резултати

### Олимпијске игре
| 1964   | Није учествовала | Није учествовала | Није учествовала | Није учествовала | Није учествовала | Није учествовала | Није учествовала | Није учествовала | Није учествовала |
| 1968   | Није учествовала | Није учествовала | Није учествовала | Није учествовала | Није учествовала | Није учествовала | Није учествовала | Није учествовала | Није учествовала |
| 1972   | Није учествовала | Није учествовала | Није учествовала | Није учествовала | Није учествовала | Није учествовала | Није учествовала | Није учествовала | Није учествовала |
| 1976   | Није учествовала | Није учествовала | Није учествовала | Није учествовала | Није учествовала | Није учествовала | Није учествовала | Није учествовала | Није учествовала |
| 1980   | Није учествовала | Није учествовала | Није учествовала | Није учествовала | Није учествовала | Није учествовала | Није учествовала | Није учествовала | Није учествовала |
| 1984   | 1. место         | 5                | 4                | 1                | 13               | 3                |                  |                  |                  |
| 1988   | 3. место         | 5                | 3                | 2                | 11               | 7                |                  |                  |                  |
| 1992   | 7. место         | 4                | 1                | 3                | 8                | 9                |                  |                  |                  |
| 1996   | 2. место         | 8                | 7                | 1                | 22               | 7                |                  |                  |                  |
| 2000   | 5. место         | 8                | 4                | 4                | 14               | 14               |                  |                  |                  |
| 2004   | 1. место         | 8                | 7                | 1                | 23               | 8                |                  |                  |                  |
| 2008   | 3. место         | 8                | 5                | 3                | 19               | 11               |                  |                  |                  |
| 2012   | 5. место         | 6                | 3                | 3                | 13               | 13               |                  |                  |                  |
| 2016   | 1. место         | 8                | 5                | 3                | 18               | 13               |                  |                  |                  |
| 2020   | 9. место         | 5                | 2                | 3                | 8                | 9                |                  |                  |                  |
| 2024   | 5. место         | 4                | 3                | 1                | 11               | 6                |                  |                  |                  |
| Укупно | 3 титуле         | 3 титуле         | 3 титуле         | 3 титуле         | 3 титуле         | 3 титуле         |                  |                  |                  |

### Светско првенство
| Година | Позиција              | Од.                   | П                     | И                     | ОС                    | ИС                    |
| ------ | --------------------- | --------------------- | --------------------- | --------------------- | --------------------- | --------------------- |
| 1952   | Није се квалификовала | Није се квалификовала | Није се квалификовала | Није се квалификовала | Није се квалификовала | Није се квалификовала |
| 1956   | 6. место              | 12                    | 5                     | 7                     | 21                    | 24                    |
| 1960   | Није се квалификовала | Није се квалификовала | Није се квалификовала | Није се квалификовала | Није се квалификовала | Није се квалификовала |
| 1962   | 9. место              | 8                     | 6                     | 2                     | 20                    | 9                     |
| 1967   | Није се квалификовала | Није се квалификовала | Није се квалификовала | Није се квалификовала | Није се квалификовала | Није се квалификовала |
| 1970   | Није се квалификовала | Није се квалификовала | Није се квалификовала | Није се квалификовала | Није се квалификовала | Није се квалификовала |
| 1974   | 14. место             | 11                    | 8                     | 3                     | 26                    | 20                    |
| 1978   | 6. место              | 10                    | 8                     | 2                     | 24                    | 9                     |
| 1982   | 1. место              | 10                    | 8                     | 2                     | 24                    | 6                     |
| 1986   | 1. место              | 10                    | 10                    | 0                     | 30                    | 3                     |
| 1990   | 2. место              | 7                     | 6                     | 1                     | 19                    | 3                     |
| 1994   | 8. место              | 5                     | 3                     | 2                     | 10                    | 8                     |
| 1998   | 2. место              | 8                     | 5                     | 3                     | 17                    | 16                    |
| 2002   | 4. место              | 10                    | 7                     | 3                     | 23                    | 16                    |
| 2006   | 5. место              | 11                    | 8                     | 3                     | 27                    | 11                    |
| 2010   | 10. место             | 11                    | 6                     | 5                     | 20                    | 14                    |
| 2014   | 2. место              | 13                    | 10                    | 3                     | 32                    | 16                    |
| 2018   | 3. место              | 13                    | 11                    | 2                     | 36                    | 11                    |
| 2022   | 6. место              | 10                    | 7                     | 3                     | 23                    | 11                    |
| Укупно | 2 титуле              | 2 титуле              | 2 титуле              | 2 титуле              | 2 титуле              | 2 титуле              |

### Светски куп
| Година | Позиција              | Од.                   | П                     | И                     | ОС                    | ИС                    |
| ------ | --------------------- | --------------------- | --------------------- | --------------------- | --------------------- | --------------------- |
| 1973   | Није се квалификовала | Није се квалификовала | Није се квалификовала | Није се квалификовала | Није се квалификовала | Није се квалификовала |
| 1977   | 4. место              | 6                     | 4                     | 2                     | 13                    | 11                    |
| 1981   | 1. место              | 7                     | 7                     | 0                     | 21                    | 4                     |
| 1985   | 1. место              | 7                     | 7                     | 0                     | 21                    | 1                     |
| 1989   | 3. место              | 7                     | 6                     | 1                     | 17                    | 6                     |
| 1991   | 2. место              | 8                     | 7                     | 1                     | 21                    | 6                     |
| 1995   | 3. место              | 11                    | 8                     | 3                     | 24                    | 14                    |
| 1999   | 5. место              | 11                    | 7                     | 4                     | 24                    | 15                    |
| 2003   | 1. место              | 11                    | 11                    | 0                     | 33                    | 4                     |
| 2007   | Није учествовала      | Није учествовала      | Није учествовала      | Није учествовала      | Није учествовала      | Није учествовала      |
| 2011   | 3. место              | 11                    | 8                     | 3                     | 30                    | 13                    |
| 2015   | 1. место              | 11                    | 10                    | 1                     | 30                    | 7                     |
| 2019   | 1. место              | 11                    | 11                    | 0                     | 30                    | 10                    |
| 2023   | Није учествовала      | Није учествовала      | Није учествовала      | Није учествовала      | Није учествовала      | Није учествовала      |
| Укупно | 5 титула              | 5 титула              | 5 титула              | 5 титула              | 5 титула              | 5 титула              |

### Лига нација
| Година | Позиција | Од.      | П        | И        | ОС       | ИС       |
| ------ | -------- | -------- | -------- | -------- | -------- | -------- |
| 2018   | 3. место | 19       | 9        | 10       | 36       | 34       |
| 2019   | 3. место | 19       | 14       | 5        | 45       | 20       |
| 2021   | 5. место | 15       | 10       | 5        | 35       | 21       |
| 2022   | 6. место | 13       | 8        | 5        | 30       | 20       |
| 2023   | 2. место | 15       | 10       | 5        | 36       | 23       |
| 2024   | 5. место | 13       | 9        | 4        | 29       | 17       |
| Укупно | 0 титула | 0 титула | 0 титула | 0 титула | 0 титула | 0 титула |